# Jean-Nicolas-Louis Durand
Pour les articles homonymes, voir Durand.
Jean-Nicolas-Louis ou  J.-N.-L. Durand (né à Paris le 18 septembre 1760 - mort à Thiais le 31 décembre 1834) architecte français et professeur d'architecture à l'École polytechnique, est un pionnier de l'architecture rationaliste.

## Biographie
Durand travailla pendant quelques années sous la direction de l'architecte Étienne-Louis Boullée qui était professeur à l'École nationale des ponts et chaussées entre 1778 et 1788 et qui était partisan d'un certain fonctionnalisme (architecture) et de l'économie dans la construction. 
Chez Boullée, il fit la rencontre d'un autre élève : Jean-Thomas Thibault. Au retour de Thibault de son voyage à Rome, ils vont s'associer pour répondre aux grands concours de l'an II par lesquels la Convention nationale voulait mettre en valeur de nouvelles idées pour l'architecture publique. Ils vont proposer quinze projets dont douze ont été primés. Durand a intégré les modèles présentés dans son "Précis des leçons d'architecture données à l'École polytechnique" publié vers 1805. Les préceptes de Durand ont imprégné l'enseignement de l'architecture à l'École polytechnique jusque dans les années 1840, c'est-à-dire jusqu'à l'enseignement de Léonce Reynaud (1803-1880) qui commence en 1837. Durand et Thibault ont participé ensemble à des expositions en 1795 et 1796.
Le premier volume de son cours intitulé Précis des leçons d'architecture données à l'école polytechnique décrit une méthode complète pour mener un  projet de construction et analyser un bâtiment. La « maison à neuf cases » est soumise à quatre modes constructifs différents.
Le second volume, dans la traduction du De architectura de Vitruve, analyse les différents édifices d'une ville.
Parmi les élèves de Durand, on trouve l'architecte clermontois Louis-Charles Ledru.
Il est intéressant de noter que William LeBaron Jenney, considéré comme l'inventeur des gratte-ciels, a étudié la doctrine de Durand à l'École Centrale des Arts et Manufactures.

## Œuvres

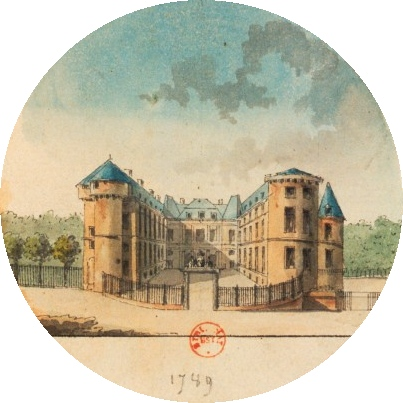
Le château de Rambouillet dessiné par Jean Nicolas Louis Durand.

- Recueil et parallèle des édifices de tout genre, anciens et modernes : remarquables par leur beauté, par leur grandeur, ou par leur singularité, et dessinés sur une même échelle (1800), impr. de Gillé fils, dit le Grand Durand ;
- Précis des leçons d'architecture données à l'École royale polytechnique (2 vol., 1809) pub. à compte d'auteur, dit le Petit Durand (vol. I e vol. II) ;
- Nouveau précis des leçons d'architecture : données à l'École impériale polytechnique (1813), éd. Fantin.

## Voir également
- Étienne-Louis Boullée